# Décemvir
Un décemvir (en latin : decemvir ou decemviri au pluriel) est, dans la Rome antique, un membre d'un collège composé de dix magistrats (décemvirat). Ces collèges peuvent avoir des rôles législatifs (decemviri legibus scribundis consulari imperio), juridiques (decemviri stlitibus iudicandis), religieux (decemviri sacris faciundis) ou encore administratifs (decemviri agris dandis adsignandis).

## Decemviri legibus scribundis consulari imperio
Les Decemviri legibus scribundis auraient disposé d'un pouvoir consulaire (consulari imperium). Cette magistrature extraordinaire aurait été créée dans le cadre des luttes entre plébéiens et patriciens et qui remplace le collège des consuls. Il y aurait eu deux collèges de décemvirs entre 451 et 449 av. J.-C. dont la mission a consisté à mettre par écrit les lois romaines. Une fois leur mission achevée, le deuxième collège de décemvirs à pouvoir consulaire aurait tenté de se maintenir illégalement au pouvoir et finalement la magistrature aurait été abolie, permettant le retour des consuls à la tête de l'État.
Ce récit traditionnel est cependant remis en cause par les historiens modernes.

## Decemviri stlitibus iudicandis
Les decemviri stlitibus iudicandis forment un tribunal civil dont l'origine remonterait au règne du roi Servius Tullius. À cette époque, les decemviri rendent des jugements dans les « procès de liberté », des affaires durant lesquelles est remis en cause le statut juridique d'un individu qui se réclame être libre face à un citoyen qui prétend être son maître,,, sous la présidence d'un préteur. Sous la République, ces decemviri deviennent des magistrats mineurs (magistratus minores) élus tous les ans par les comices tributes. Ils font partie du vigintisexvirat, un collège de magistrats (vigintisexviri, littéralement « vingt-six hommes ») divisé en six sous-collèges.
Selon Suétone et Dion Cassius, Auguste donne aux decemviri stlitibus iudicandis la présidence du tribunal des Centumvirs (centumviri). En 93 ou 94, Hadrien, comme la plupart des jeunes aristocrates appartenant à l'ordre sénatorial, entame son cursus sénatorial comme magistrat junior parmi les decemviri stlitibus iudicandis, une fonction jugée peu exigeante,.

## Decemviri sacris faciundis
Les decemviri sacris faciundis, ou decemviri sacrorum, forment un collège aux fonctions religieuses créé sous la pression des plébéiens qui souhaitent jouer un rôle équitable avec les patriciens dans l'administration de la religion romaine. Sur les dix membres du collège, cinq sont plébéiens et cinq sont patriciens. Ils sont nommés pour la première fois en 367 av. J.-C., et remplacent des duumviri patriciens, héritant de leurs responsabilités comme la sauvegarde des livres Sibyllins, leur consultation et l'organisation de jeux dédiés à Apollon. Une fois intégrés dans ce collège, les décemvirs conservent leur fonction à vie. Vers la fin de la République, le nombre des membres passe à quinze, ces derniers formant alors un quindécemvirat (Quindecemviri sacris faciundis). Durant sa dictature, Jules César ajoute un seizième membre mais le collège revient au nombre de quinze membres après sa mort.

## Decemviri agris dandis adsignandis
Les decemviri agris dandis adsignandis forment un collège nommé quand c'est nécessaire afin de contrôler la distribution des terres de l'ager publicus.